# デュランタ
デュランタあるいはドゥランタは、クマツヅラ科デュランタ属の植物。通常「デュランタ」の名前で栽培されているのはデュランタ・エレクタ（Duranta erecta; シノニム: D. repens デュランタ・レペンス）で、和名はハリマツリ、タイワンレンギョウ（台湾連翹）。

## シノニム
Govaerts (2018) が Duranta erecta L. のシノニムとしているのは、以下のものである。
- Duranta angustifolia Salisb.
- Duranta baumgartenii K.Koch
- Duranta baumgartii Hibberd
- Duranta dentata Pers.
- Duranta ellisia Jacq.
- Duranta erecta var. alba (Mast.) Caro
- Duranta erecta var. grandiflora (Moldenke) Caro
- Duranta inermis L.
- Duranta integrifolia Tod.
- Duranta latifolia Salisb.
- Duranta macrodonta Moldenke
- Duranta microphylla Willd.
- Duranta parviflora Turcz.
- Duranta plumieri Jacq.
- Duranta plumieri var. alba Mast.
- Duranta plumieri var. ellisia (Jacq.) F.M.Bailey
- Duranta plumieri var. glabra Hieron. ex Niederl.
- Duranta plumieri var. normalis F.M.Bailey[注 1]
- Duranta plumieri var. strigillosa Schauer
- Duranta plumieri f. variegata F.M.Bailey
- Duranta racemosa Mill.
- Duranta repens L.（デュランタ・レペンス）
- Duranta repens f. acuminata Kuntze
- Duranta repens f. acuta (L.) Kuntze
- Duranta repens var. alba (Mast.) L.H.Bailey
- Duranta repens f. alba (Mast.) Matuda
- Duranta repens f. canescens (Moldenke) Moldenke
- Duranta repens var. canescens Moldenke
- Duranta repens var. ellisia (F.M.Bailey) Domin
- Duranta repens var. ellisia (Jacq.) R.R.Fernandez
- Duranta repens f. glabrifolia Kuntze
- Duranta repens f. grandiflora (Moldenke) Moldenke
- Duranta repens var. grandiflora Moldenke
- Duranta repens f. integrifolia (Tod.) Moldenke
- Duranta repens var. lopez-palacii Moldenke
- Duranta repens f. microphylla (Willd.) Moldenke
- Duranta repens var. microphylla (Willd.) Moldenke
- Duranta repens var. multidentata Kuntze
- Duranta repens var. mutisii Kuntze
- Duranta repens var. normalis (F.M.Bailey) Domin[注 1]
- Duranta repens f. obtusifolia Kuntze
- Duranta repens var. paucidentata Kuntze
- Duranta repens f. serrata (Moldenke) Moldenke
- Duranta repens var. serrata Moldenke
- Duranta repens f. variegata (F.M.Bailey) Domin
- Duranta repens f. variegata (L.H.Bailey) Moldenke
- Duranta repens var. variegata L.H.Bailey
- Duranta repens f. vestita Kuntze
- Duranta spinosa Mill.
- Duranta turbinata Tod.
- Duranta xalapensis Kunth
- Ellisia acuta L.

## 概要
熱帯性花木。原産地は米国フロリダ州からブラジルにかけての熱帯アメリカで、北米南部（米国アリゾナ州、カリフォルニア州、テキサス州、フロリダ州、ルイジアナ州）からバミューダ諸島、西インド諸島（キューバ、ケイマン諸島、ジャマイカ、ドミニカ共和国、トリニダード・トバゴ、ハイチ、バハマ、プエルトリコ、ベネズエラ連邦保護領）、中米（エルサルバドル、グアテマラ、コスタリカ、ニカラグア、パナマ、ホンジュラス、メキシコ北西・北東・中央・南西・南東部）、南米（アルゼンチン北東部、ウルグアイ、エクアドル、ガイアナ、コロンビア、スリナム、パラグアイ、ブラジル北東部および中西部、フランス領ギアナ、ベネズエラ、ペルー、ボリビア）にかけて分布する。アフリカではケニアの森林にも見られるが、これは栽培されていたものが逸出して野生化したものである。
デュランタ属は南アメリカを中心におよそ30種が知られる。デュランタの名前は16世紀の植物学者C.デュランテスにちなむ。
分類上は常緑樹だが、日本では通常、秋から冬にかけて低温のため落葉する。観賞用としてタイワンレンギョウの名前でも多く出回っている。日本では6－9月に垂れ下がる花茎に径1cmほどの紫色の花を房状につけるが、暖地では通年咲く。咲き終えると、オレンジ色の果実を多くつける。日本では、特に濃紫色の花びらに白い縁取りが入るタカラヅカが人気品種として多く栽培されている。暖地では生垣などに多く使われる。

## 特徴
1.8-4.5メートルの常緑低木あるいは常緑高木で、枝には2-14ミリメートルの腋生の棘が見られる。
葉は対生で、時に短果枝に密生し楕円形、基部は楔形、先端は先鋭形か鈍形、葉縁は全縁か円鋸歯状、2-6×1-3センチメートル、無毛である。
花は藤青色か白色、総状花序が頂生し、花冠筒は長さ7-10ミリメートル、裂片は長さ2-6ミリメートルである。
果実は黄色あるいは橙色の核果に円錐状のくちばしがついたもので、直径5-7ミリメートルである。

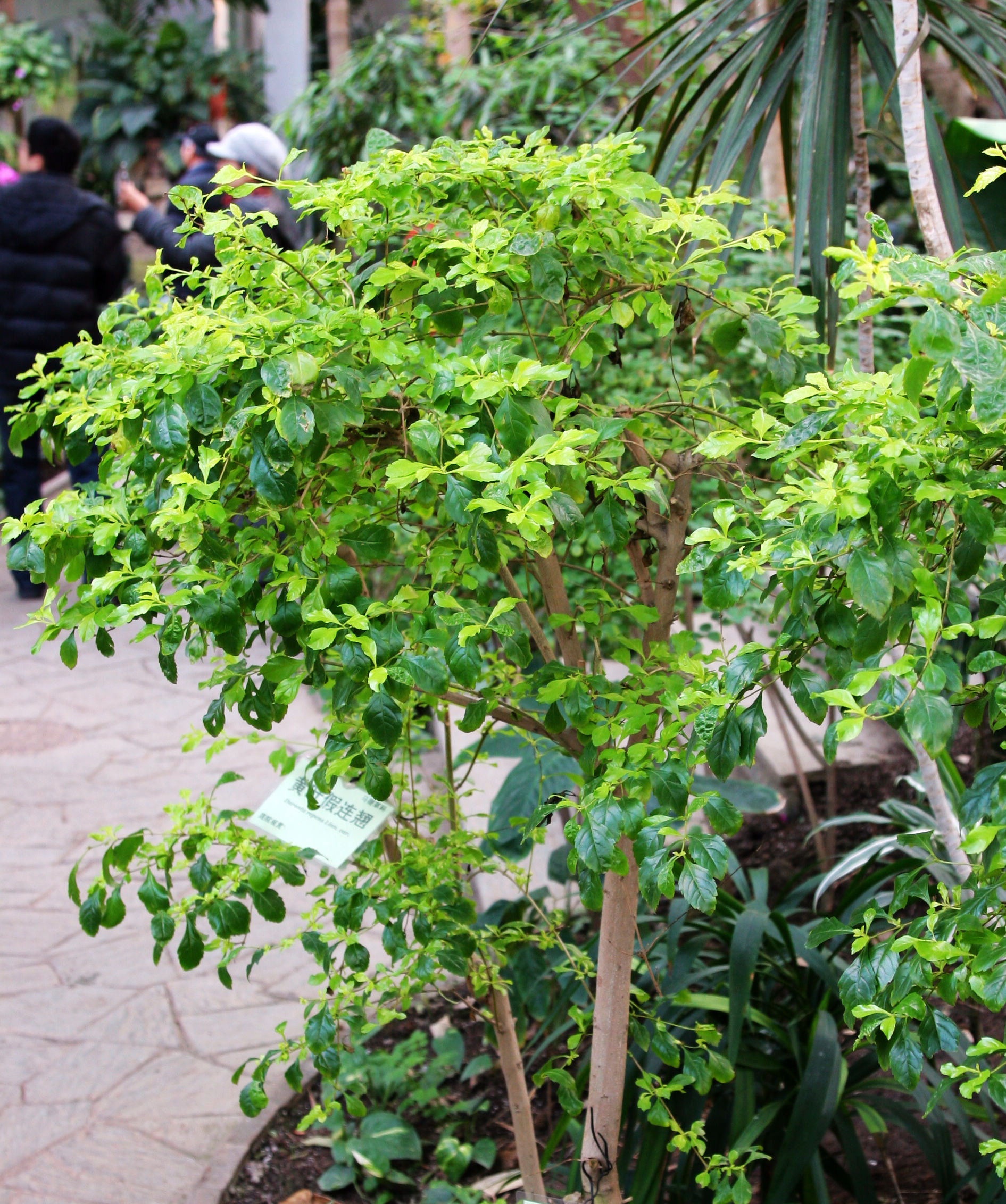
全体。
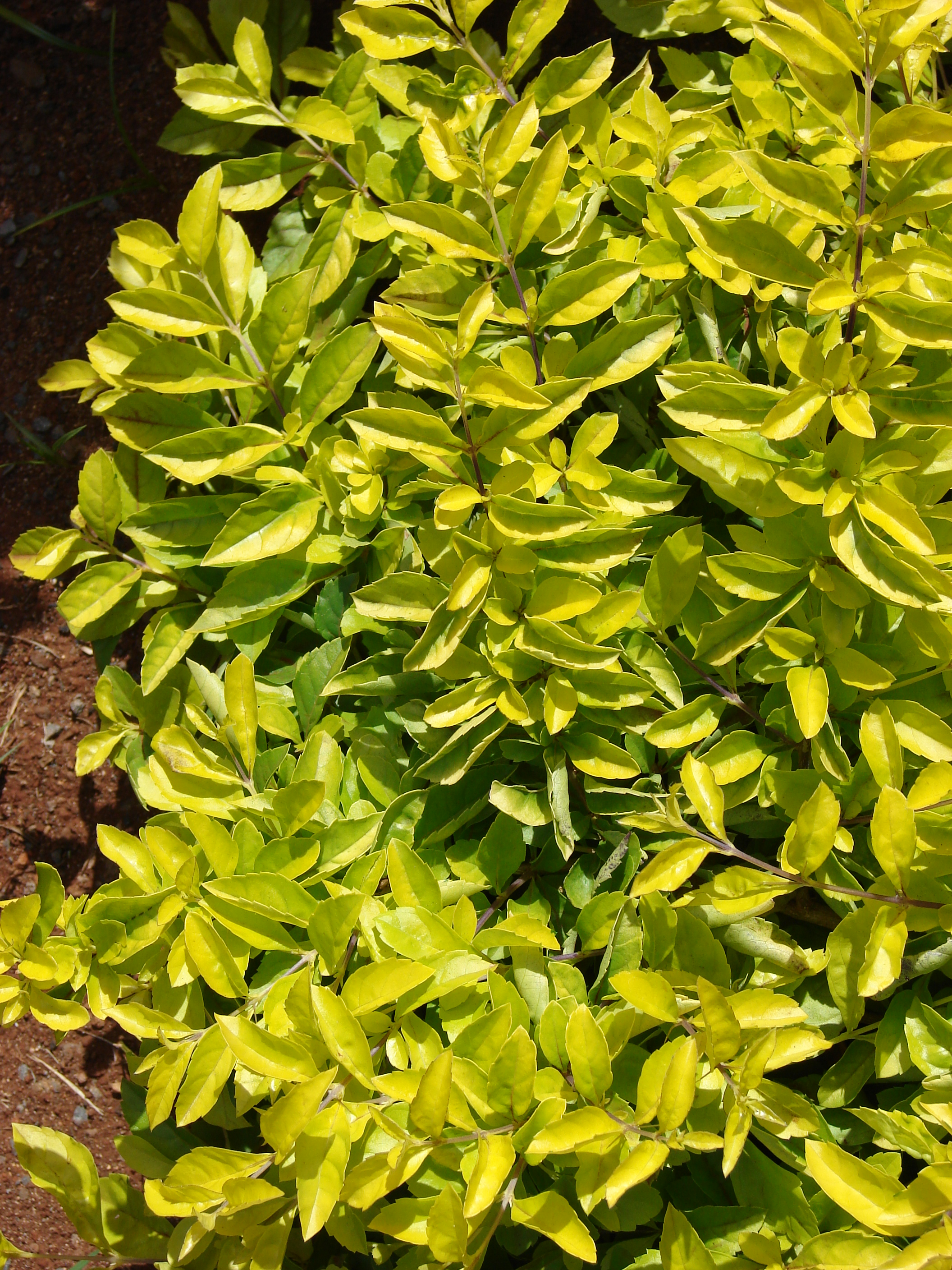
葉。
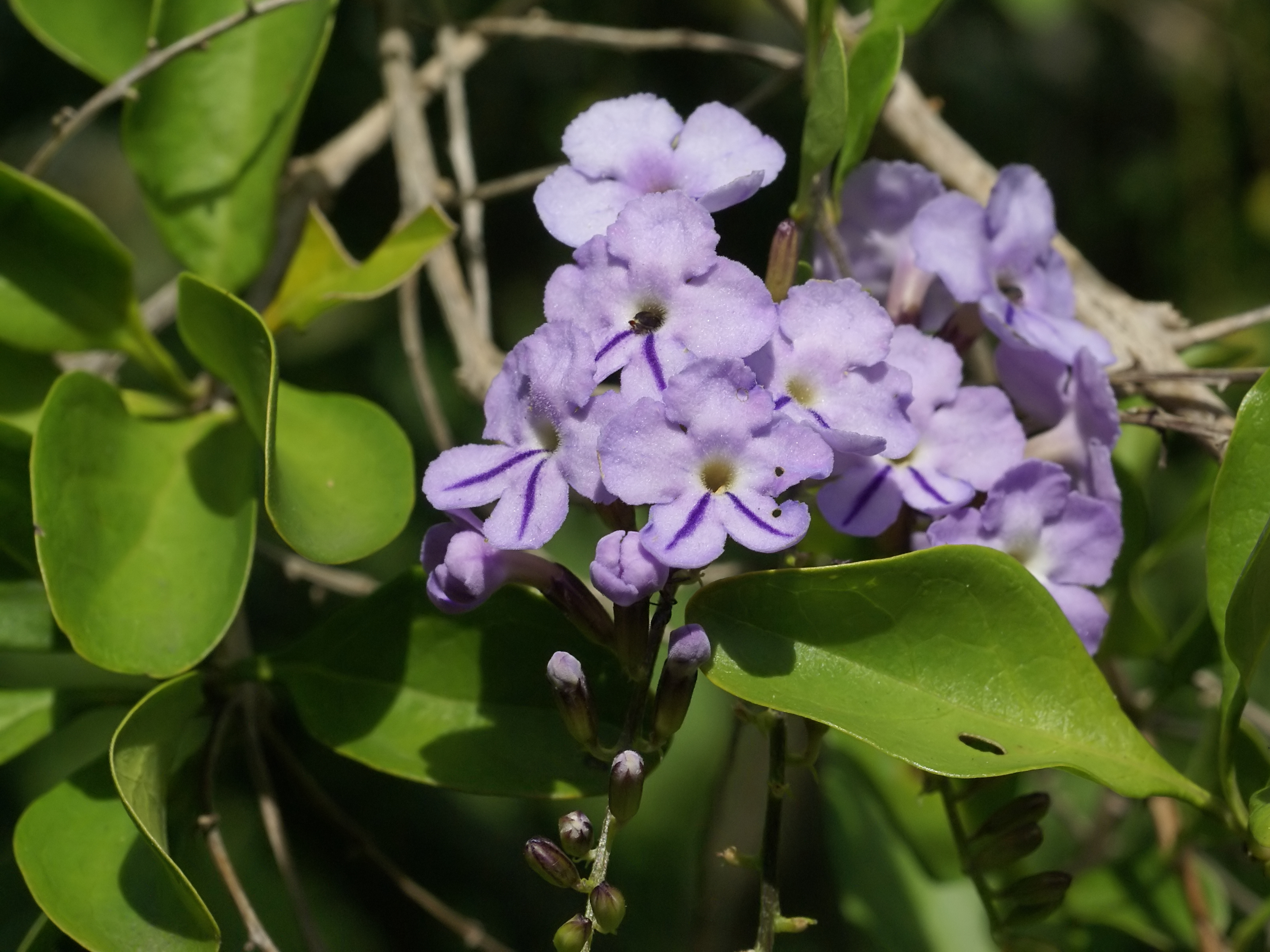
花。
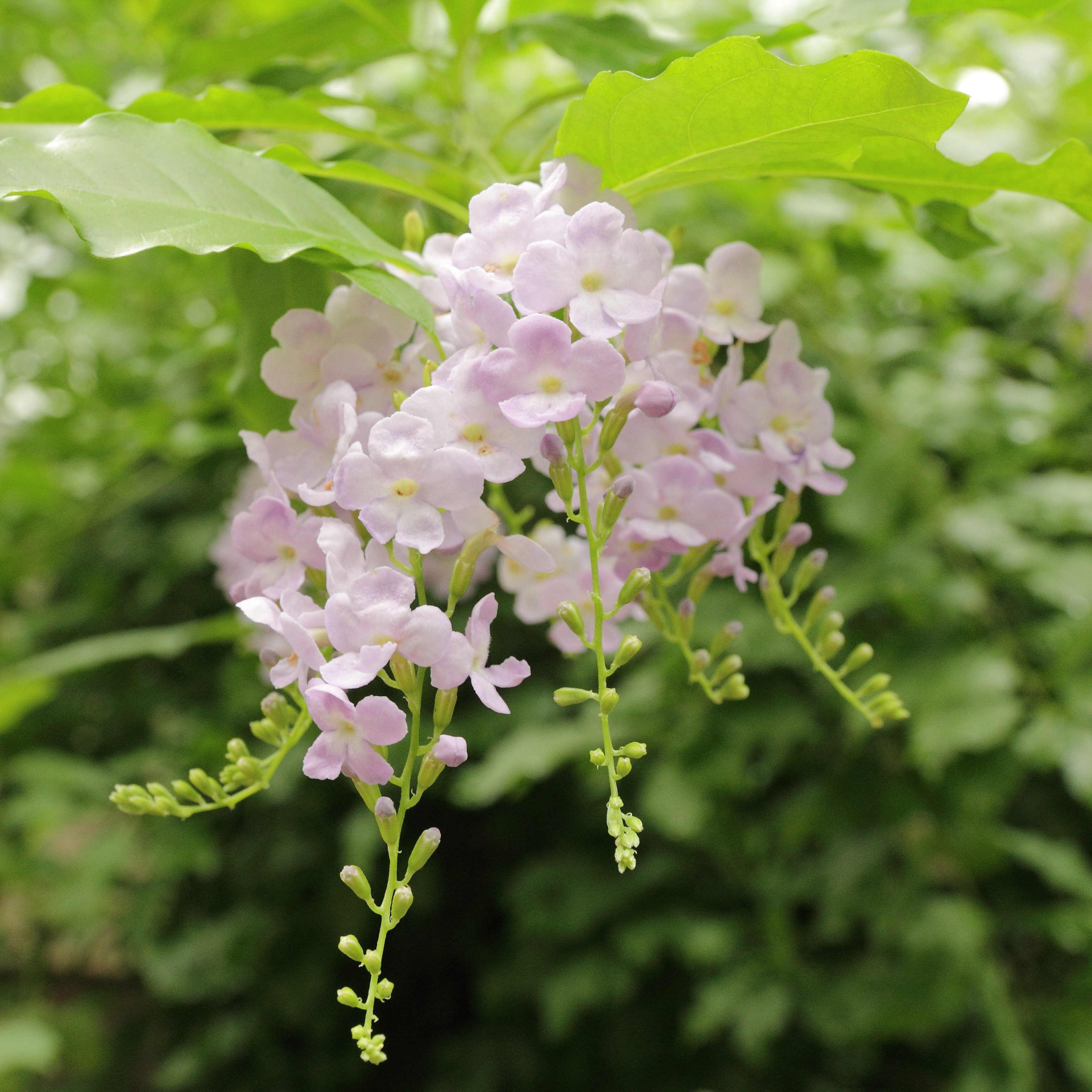
花。
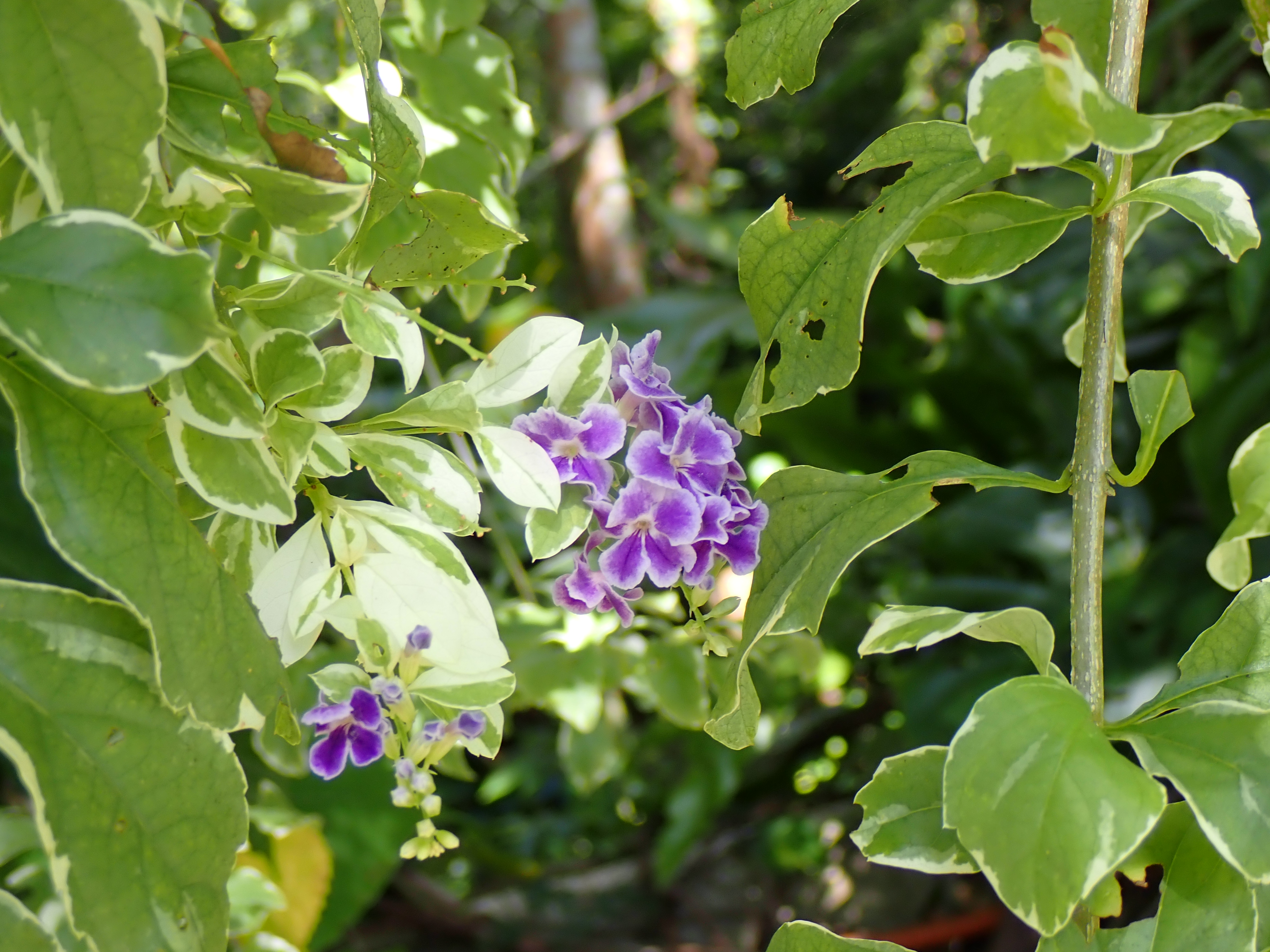
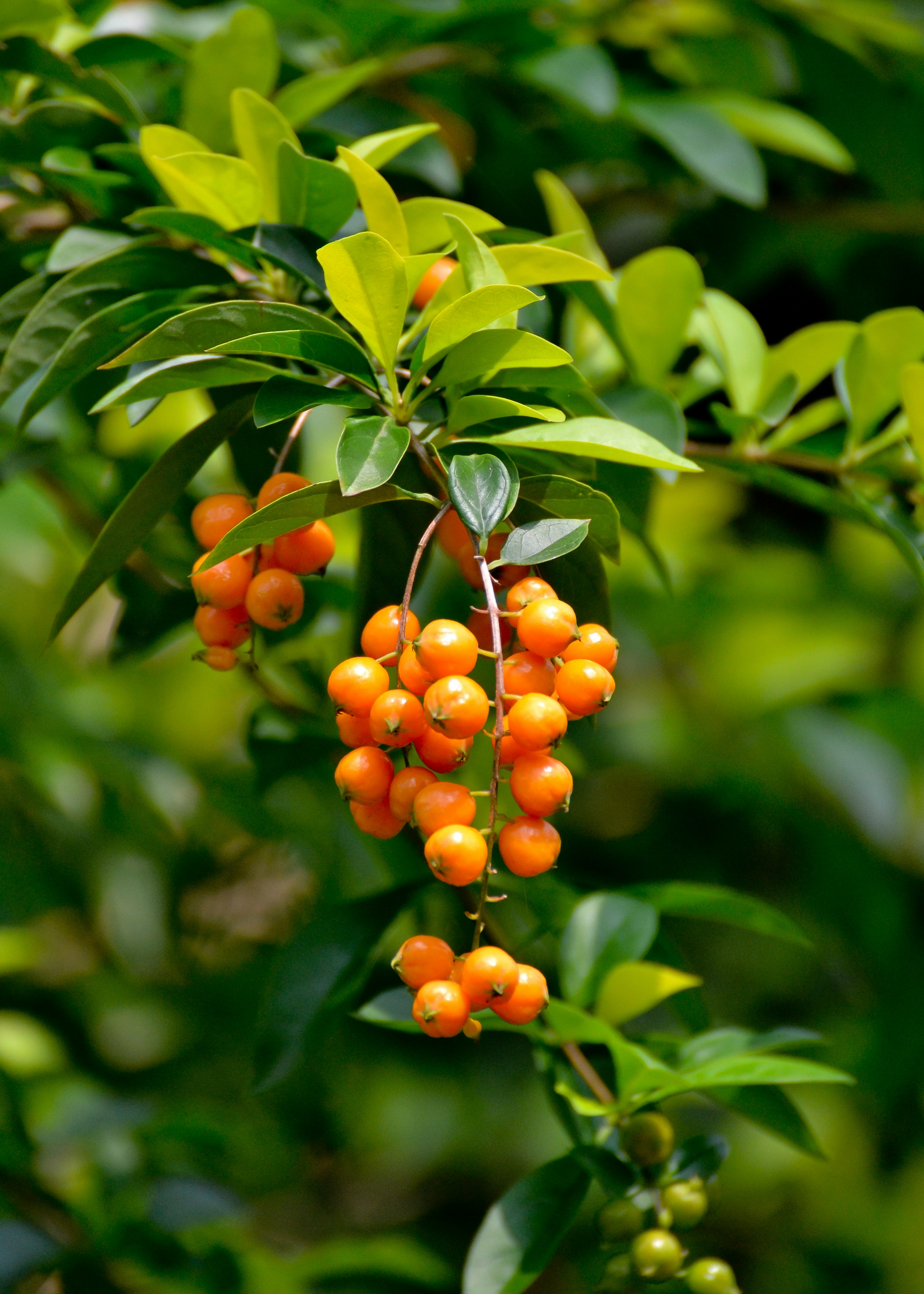
果実。

## 毒性
ペットが誤食した場合、下痢、嘔吐、胃腸からの出血、筋力低下、眠気などを引き起こす。毒成分は果実および葉に含まれるサポニンもしくはアルカロイドと考えられるが、確実ではない。